# Gelis latrodectiphagus
Gelis latrodectiphagus là một loài tò vò trong họ Ichneumonidae.